# جزیره بینتان
بینتان یکی از جزایر اندونزی است.
بینتان (نام دیگر: نگاری سگانتانگ لادا) جزیره‌ای با ۱٬۸۶۶ کیلومتر مربع مساحت در حدود ۴۸ کیلومتری جنوب شرقی سنگاپور قرار گرفته و بخشی از استان جزایر ریائوی اندونزی است.
بینتان بزرگ‌ترین جزیره در میان ۳٬۲۰۰ جزیره در مجمع‌الجزایر ریائو است.